# Seaway Pipeline
Le Seaway Pipeline est un oléoduc américain servant à transporter du pétrole lourd et léger depuis Freeport au Texas jusqu'à Cushing en Oklahoma. Cet oléoduc est exploité par Seaway Crude Pipeline Company, une filiale de Enterprise Products Partners LP, et Enbridge.